# Міст Султана Мехмеда Фатіха
Міст Султана Мехмеда Фатіха (тур. Fatih Sultan Mehmet Köprüsü) або Другий Босфорський міст (тур. 2. Boğaziçi Köprüsü) — підвісний міст через протоку Босфор у Стамбулі, Туреччина, збудований у 1988. Міст названо на честь османського султана Мехмеда II Фатіха, який захопив візантійський Константинополь у 1453 році. Він з'єднує райони Хісарюстю (Європа) та Каваджик (Азія). Загальна довжина мосту — 1510 м, довжина головного прольоту — 1090 м.
Мостом прямують європейський маршрут E80, азійський маршрут AH1, азійський маршрут AH5 та Отойоль 2. Міст споруджено консорціумом будівельних компаній: японських (IHI Corporation та Mitsubishi Heavy Industries), італійської Salini Impregilo і турецької STFA Grubu. Кошторисна вартість будівництва — 130 млн. доларів США.
Висота моста (64 м) дає змогу проходити найвищим кораблям у світі — авіаносцю Ентерпрайз та океанському лайнеру «Королева Єлизавета II». Переїзд через міст є платним. Щодня мостом в обидва боки прямують близько 150 000 транспортних засобів. Має по чотири смуги для автомобільного руху та ще по одній додатковій смузі для руху аварійних служб в обох напрямках. Міст є популярним місцем скоєння самогубств. За 5 км на південь розташовано Перший Босфорський міст.